# Chattušaš
Chattušaš (turecky Hattuşaş) bylo hlavní město Chetitské říše. Nachází se v blízkosti dnešní turecké obce Boğazkale dříve nazývaného Boğazköy, v Çorumské provincii na severovýchodě Střední Anatolie. Leží v zátočině řeky Kızılırmak (v chetitských pramenech Marashantiya) 200 km východně od dnešní Ankary.
Už od počátku minulého století zde probíhá archeologický výzkum. Velké množství objevených předmětů a kamenných soch je vystaveno v Muzeu anatolských civilizací v Ankaře.
Od roku 1986 je zapsána na seznamu Světového dědictví UNESCO.

## Chetité
Do Malé Asie se Chetité dostali na konci třetího tisíciletí př. n. l. a ovládli území patřící do té doby původním obyvatelům Chattijcům. V průběhu poloviny tisíciletí vybudovali mocnou a rozlehlou říši, které se podařilo dobýt Babylón, a která se stala konkurentem Egypta či Asýrie v dobách největšího rozkvětu. Dodnes není jasné, odkud do nového působiště přitáhli. Ví se však, že byli příslušníky indoevropských národů, a jejich řeč vykazovala vzdálenou podobnost s jazyky, kterými dnes hovoří obyvatelé Evropy. Základem Chetitské říše bylo území dnešního tureckého vnitrozemí, na jihu zasahovala až do nynějšího Libanonu a Sýrie. Ve 13. stol. př. n. l. se Chetité střetli s Egypťany o nadvládu nad Sýrií. Poté, co boj skončil nerozhodně, uzavřeli faraon Ramesse II. s Chetity mír a na dotvrzení smlouvy přijal za manželku chetitskou princeznu. Chetitská říše byla velmocí, která hrála významnou úlohu v historii Předního východu po dobu půl tisíciletí. Přesto byla kolem roku 1190 př. n. l. zničena divokými kmeny, jejichž bojovníci vyzbrojeni železnými zbraněmi napadli Řecko a Itálii a posléze Malou Asii. Teprve roku 717 př. n. l. však byla dobyta poslední chetitská pevnost Karchemiš.

## Objev města
Roku 1880 pronesl oxfordský profesor Archibald Henry Sayce na své přednášce zmínku o Chetitech, sklidil však zprvu jen posměch a získal nelichotivé označení "vynálezce Chetitů". Podle Sayce žil v oblasti dnešního Turecka a severní Sýrie před třiceti a čtyřiceti stoletími velký a mocný národ, historiky neprávem opomíjený. V té době ještě vědci nebyli schopni rozpoznat skutečný rozsah a význam chetitské říše, jejíž hlavní město Chattušaš právě začali odkrývat.
Když v roce 1834 francouzský archeolog a cestovatel Charles Felix Marie Texier vystoupal na návrší nad vsí Bogazkale, spatřil rozvaliny města impozantní rozlohy s rovnými ulicemi a rozlehlými budovami. Město bylo obehnáno několika pásy hradeb a kamenní lvi v nadživotní velikosti strážili brány. Uprostřed ruin pak uviděl velký obdélník se zbytky sloupů, který připomínal antický chrám či římské fórum. Texier se zpočátku mylně domníval, že rozvaliny, které objevil, jsou pozůstatky římského města Tavium. Svůj nález popsal v trojsvazkovém díle Popis Malé Asie. Knize se však v roce 1849 nedostalo v Evropě žádné pozornosti. Texier se až do své smrti nedozvěděl, že objevil Chattušaš – centrum zaniklé říše Chetitů.
V roce 1906 se expedici Německé orientální společnosti pod vedením profesora asyrologie berlínské univerzity Hugo Wincklera a pracovníka Osmanského muzea v Istanbulu Theodora Makridiho podařilo odkrýt ruiny celého starověkého města a rovněž nalézt archivy s hliněnými tabulkami popsanými klínovým písmem.

## Hliněné tabulky
V troskách starověkého města byly objeveny archivy obsahující na pětatřicet tisíc hliněných tabulek popsaných klínovým písmem. Jejich obsahem byly státní resp. kultovní dokumenty, královské anály, korespondence, naučná i krásná literatura a další texty, které vedly alespoň k částečnému poznání života tehdejší chetitské společnosti. Veškeré záznamy byly vedeny chetitským jazykem. Vědcem, který se nejvýrazněji zasloužil o poznání historie dlouho utajeného národa, se stal bezesporu český rodák Bedřich Hrozný, jemuž se roku 1913 podařilo tuto řeč rozluštit. Kromě klínového písma, které přejali od obyvatel sousední Mezopotámie, používali Chetité také hieroglyfické písmo.

## Město

### Historie města
Nejvýznamnější centrum kmene Chattijců, rozsáhlé hradní město Chattušaš, bylo vybudováno v polovině 3. tisíciletí př. n. l. a pojmenováno po svých zakladatelích. Kolem roku 1800 př. n. l. dobyl město chetitský král Anittaš a srovnal jej se zemí. Jeho nástupce chetitský panovník Chattušili I. poté Chattušaš obnovil a prohlásil jej hlavním městem Chetitské říše, jež sloužilo jako základna k dalšímu rozšiřování chetitského území. Na přelomu 13. a 12. století bylo město zničeno takzvanými mořskými národy, početnými a bojovnými evropskými kmeny, jejichž bojovníci byli vyzbrojeni železnými zbraněmi. Město pak bylo zhruba po půl století ještě jednou obnoveno, když se stalo součástí Frýgie. V tomto období zde vznikla svatyně velké frýžské bohyně Kubely.

### Město

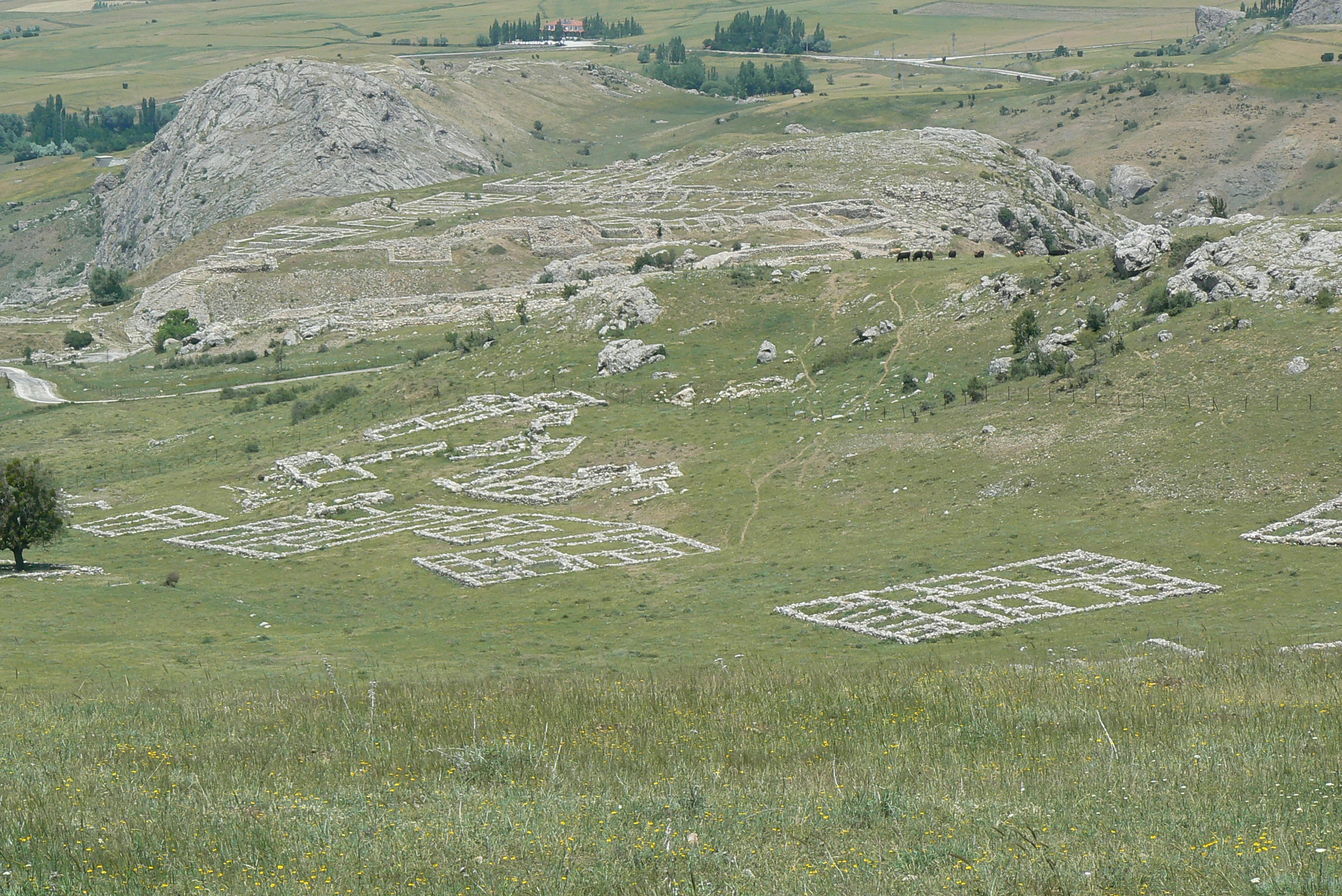
Trosky starověké metropole Chattušaš

Město stálo na vyvýšenině, ze tří stran bylo chráněno strmými skalními stěnami a ze čtvrté hlubokou roklí. Rozkládalo se na ploše asi 170 hektarů, bylo 2 kilometry dlouhé a 1,4 kilometru široké. V období největšího rozkvětu chetitské říše, tedy ve 14. a 13. století př. n. l., mělo město asi deset tisíc obyvatel. Nejvýznamnější stavba ve městě Chattušaš, palác, v němž sídlili chetitští králové, stojí na nejvyšším bodě za hradbami. Tím místem je velký ostroh vystupující ze severního svahu skalnatého horského hřebenu, který na severní a jižní straně spadá téměř kolmo až ke korytu řeky tekoucí dole. "Dolní město" s hlavním chrámem pak bylo postaveno poněkud níže na západním a severozápadním úpatí svahu. Městské hradby vinoucí se od jihu směrem k vrcholu hřebenu obklopovaly několik "hrádků" na menších výchozech, umělé jezero o rozměrech asi 90×60 metrů a 31 chrámů. Ve své době bylo Chattušaš jedním z největších měst starověku a i dnes na člověka hluboce zapůsobí jeho rozloha.

### Hradby

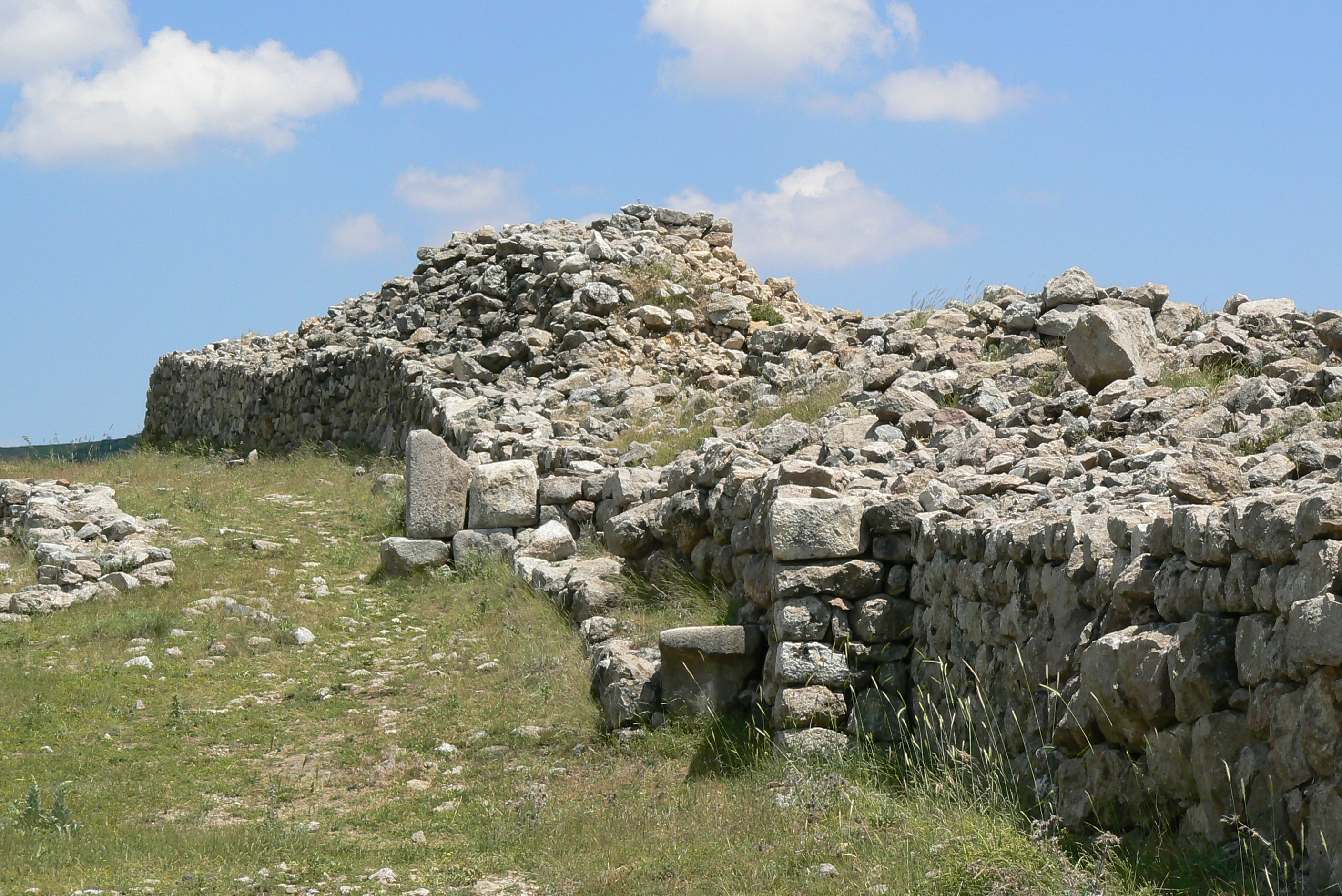
Městské hradby

Hradby, kterými je město obehnáno, měří šest kilometrů, jsou vysoké šest a silné osm metrů a doplňuje je množství věží. K vybudování městských hradeb byly stejně jako u mykénských pevností použity mohutné dvacetitunové balvany. Zdá se velmi pravděpodobné, že chetitští pevnostní inženýři byli tvůrci hradeb nejen v Chattuši, ale také v Mykénách a Tírynsu. V hradbách nalezneme tři hlavní brány. Brána chráněná sochami lvů vedla na východ. Na západ směřovala Královská brána s vytesanými reliéfy bojovníků, z nichž do dnešních dob zbyl pouze jeden. Na jihu pak nalezneme Bránu sfing, pojmenovanou podle dvojice kamenných sfing. Ve vstupních branách jsou vytesány obrazy bohů a směrem k hlavní bráně chrámové a palácové akropole stojí řady mohutných kvádrů a desek opatřených nápisy a reliéfy. Do dnešních dob se dochoval uměle navršený obranný val, jehož délka dosahovala 250 metrů a šířka v základech 80 metrů. Ten tvořil jižní část opevnění a pochází ze 13. stol. př. n. l. Uvnitř jím prochází 70 metrů dlouhý tunel, který zřejmě sloužil jako tajný vchod nebo chodba k možnému útěku z obleženého města, či k nenadálému výpadu na nepřítele a byl ukončen malou výpadovou brankou.

### Velký chrám
V rozlehlém areálu města se nalezlo velké množství chrámů, z nichž nejvýznamnějším je Velký chrám. Chrámový komplex zbudovaný na umělé terase pochází ze třináctého století př. n. l. a je zasvěcen bohu bouří. S rozlohou 20 000 metrů čtverečních se jedná o největší chetitskou stavbu. Obklopují ji tři terasovitě uspořádaná nádvoří.

### Kanalizace
Pitnou vodu z pramenů, které se nacházely v okolí města, přivádělo do Chattuše několik spádových potrubí, nalézaly se zde i objemné nádrže. Dalším důležitým zařízením byla kanalizace. V místech, kde to půdní podmínky dovolovaly, byly zřízeny trativody. Jinde byly splašky a dešťová voda vedeny hliněnými trubkami opatřenými okrouhlým čisticím otvorem do kamenných kanálů pod ulicemi a tudy pak mimo území města.

## Svatyně Yazilikaya

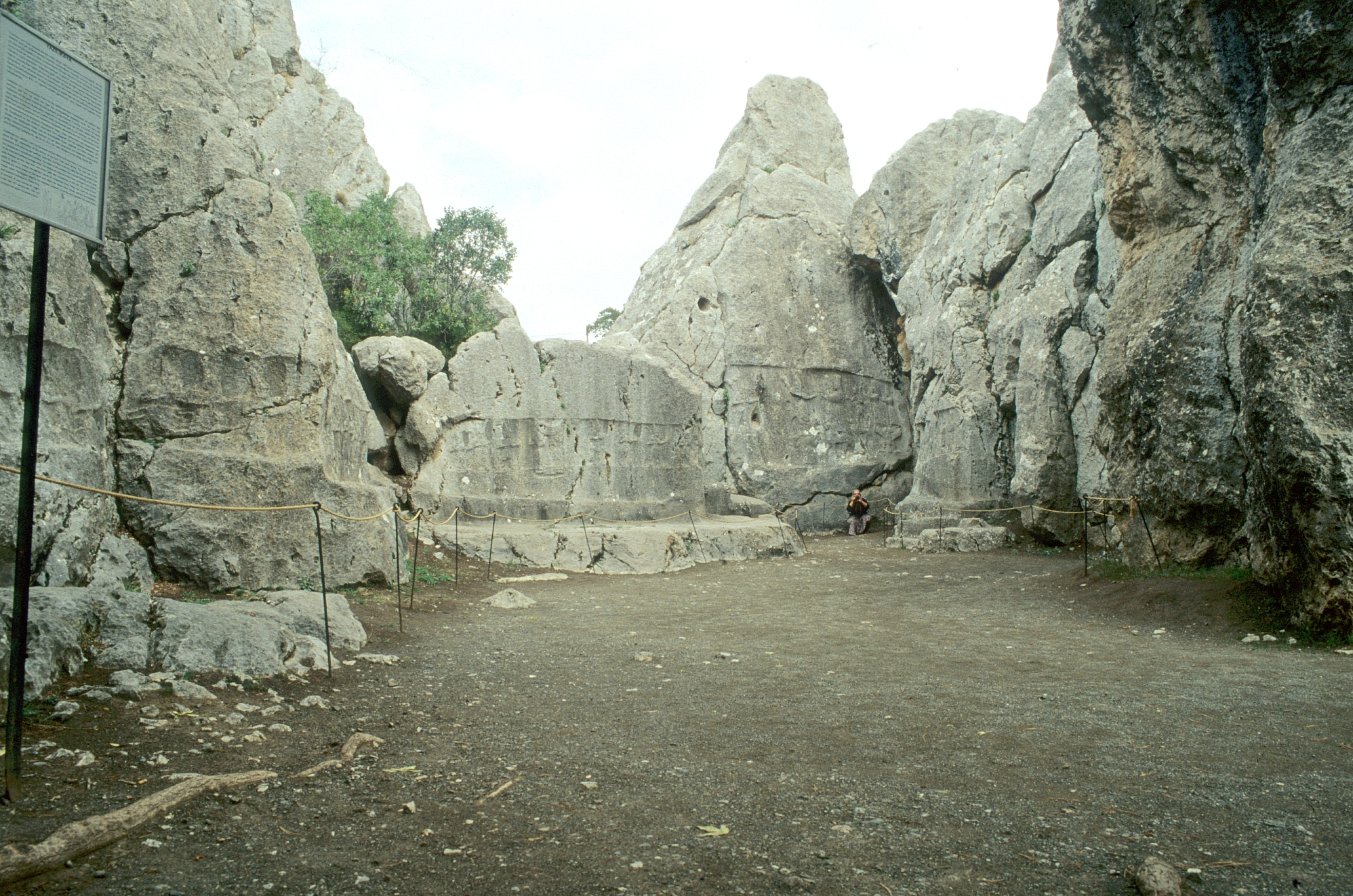
Svatyně Yazilikaya

### Svatyně Yazilikaya
Yazilikaya znamená v překladu z turečtiny popsaná skála a je jednou z nejzachovalejších chetitských svatyň. Skalní svatyně vznikla poblíž přírodního pramene na skalnatém svahu a je vzdálena asi 1,5 kilometru severovýchodně od města Chattušaš. Tři přirozené komory byly zřejmě již odedávna využívány ke kultovním účelům a v 15. stol. př. n. l. byly od okolního terénu odděleny pomocí zdi. Později byl namísto zdi vybudován komplex budov mnohokrát přestavovaný, jehož rozvržení souhlasilo s půdorysem chetitských chrámů. Zároveň s tím byly ve skalních stěnách vytvořeny reliéfy. V prostorné sluncem ozářené komoře se zřejmě zjara pořádaly pravidelné novoroční slavnosti. Vedlejší úzká a šerá chodby pak sloužila k provádění královského posmrtného kultu.

### Reliéfy

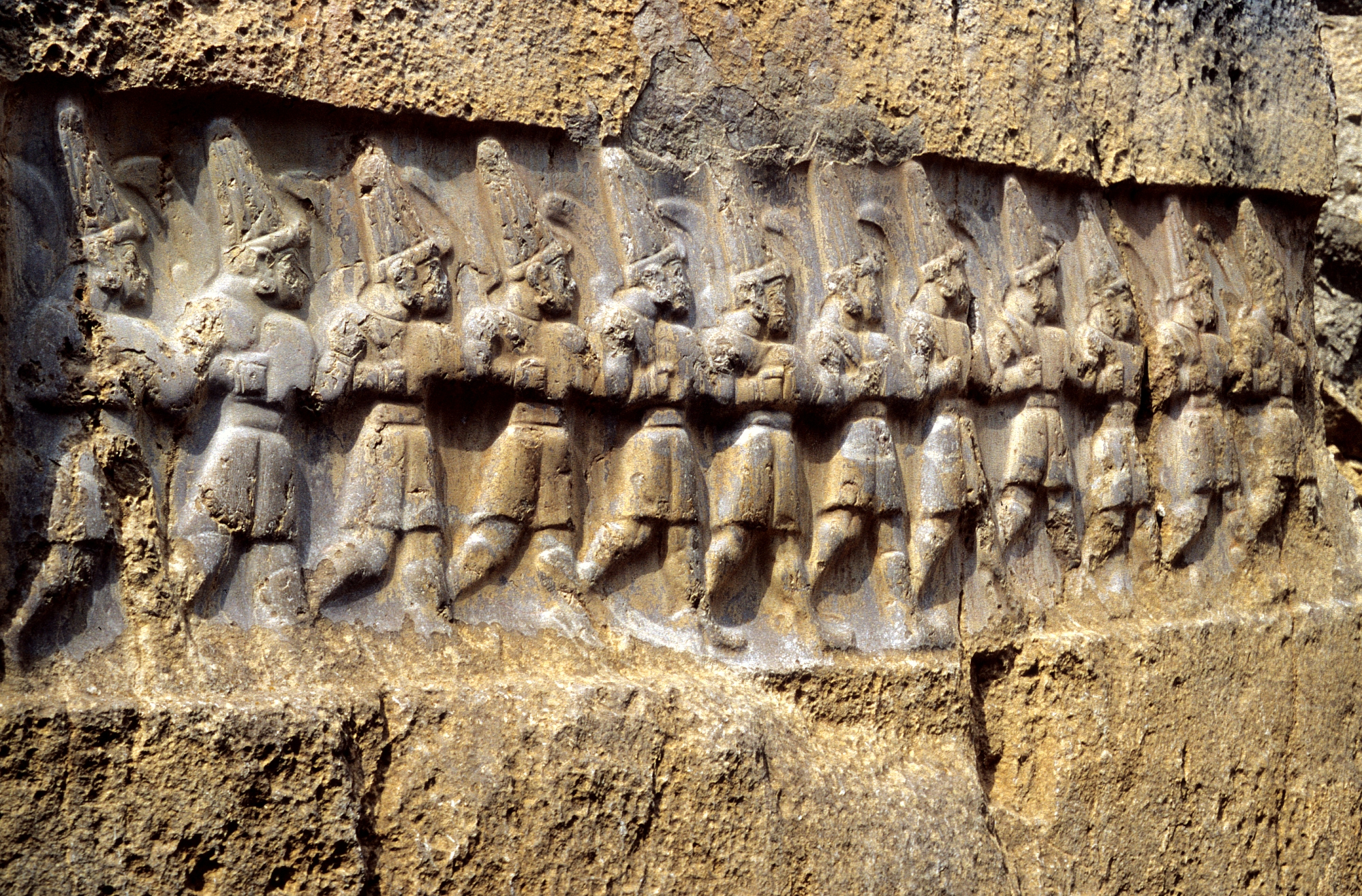
Reliéf válečných božstev ve svatyni Yazilikaya

Zdi dvou prostor zdobí několik desítek postav vytesaných v basreliéfu. Ve větší místnosti jsou postavy zobrazeny ve dvou procesích. První procesí zastupuje ženská a druhé mužská božstva. Na vnitřním okraji se poté nejvýznamnější božstva setkávají tváří v tvář. Postava za ženským procesím, která zpodobňuje chetitského krále, celý výjev sleduje. V menší místnosti je pak tentýž král vytesán v ochranném objetí svého boha – strážce. Naproti můžeme vidět impozantní 3 metry vysoký meč, jehož hruška čí knoflík znázorňuje boží hlavu, jílec má tvar lvích těl a čepel je zaražena do skály. Vlys na protější stěně představuje 12 válečných božstev se zahnutými meči přes rameno, která se v hrozivém seskupení pohybují směrem vpřed. Tato božstva můžeme naleznout také ve větší místnosti na konci mužského procesí.